# On the Border
Pour les articles homonymes, voir On the Border (homonymie).
Albums de Eagles
Desperado
(1973) One of These Nights
(1975)
On the Border est le troisième album studio des Eagles, sorti en 1974. Il marque l'arrivée du guitariste Don Felder, qui ne joue ici que sur deux titres puisqu'il n'était qu'invité à l'époque et ne devint membre officiel du groupe que lors de la tournée suivant la parution de l'album.

## Liste des titres

### Face A
| No | Titre                      | Auteur                        | chant         | Durée |
| -- | -------------------------- | ----------------------------- | ------------- | ----- |
| 1. | Already Gone               | Jack Tempchin, Robb Strandlin | Glenn Frey    | 4:15  |
| 2. | You Never Cry Like a Lover | J.D. Souther, Don Henley      | Don Henley    | 4:00  |
| 3. | Midnight Flyer             | Paul Craft                    | Randy Meisner | 3:55  |
| 4. | My Man                     | Bernie Leadon                 | Bernie Leadon | 3:29  |
| 5. | On the Border              | Henley, Leadon, Glenn Frey    | Don Henley    | 4:23  |

### Face B
| No | Titre            | Auteur                                | chant                    | Durée |
| -- | ---------------- | ------------------------------------- | ------------------------ | ----- |
| 1. | James Dean       | Jackson Browne, Frey, Souther, Henley | Glenn Frey               | 3:38  |
| 2. | Ol' 55           | Tom Waits                             | Glenn Frey et Don Henley | 4:21  |
| 3. | Is It True?      | Randy Meisner                         | Randy Meisner            | 3:14  |
| 4. | Good Day in Hell | Henley, Frey                          | Glenn Frey et Don Henley | 4:25  |
| 5. | Best of My Love  | Henley, Frey, Souther                 | Don Henley               | 4:34  |

## Personnel
- Glenn Frey - chant, guitare acoustique et électrique rythmique, guitare slide, guitare solo, piano
- Bernie Leadon - chant, guitares, guitare pedal steel, banjo
- Randy Meisner - chant, basse
- Don Henley - chant, batterie

## Musicien additionnel
- Don Felder - guitare solo sur Already Gone, guitare slide sur Good Day in Hell
- Al Perkins – guitare pedal steel sur Ol' 55